# Adolphe Roger
Adolphe Roger, né le 15 mars 1800 à Palaiseau et mort le 22 février 1880, est un peintre classique français, avant tout peintre d'histoire.

## Biographie
Adolphe Roger est élève du baron Gros. Il étudie au cours d'un séjour en Italie de 1825 à 1828 les primitifs italiens et subit l'influence des nazaréens allemands.
Il entretint une longue correspondance avec Ingres.
Il exposa au salon de Paris de 1827 à 1857. Le château de Versailles possède de cet artiste La Bataille de Civitella et le Trianon, Charles V rentrant au Louvre, présenté au salon de 1835, et Le Duc d'Orléans devant Anvers. On peut admirer à l'église Sainte-Élisabeth de Paris un Laissez venir à moi les petits enfants.
Il est inhumé au cimetière du Père-Lachaise (41e division).

## Galerie

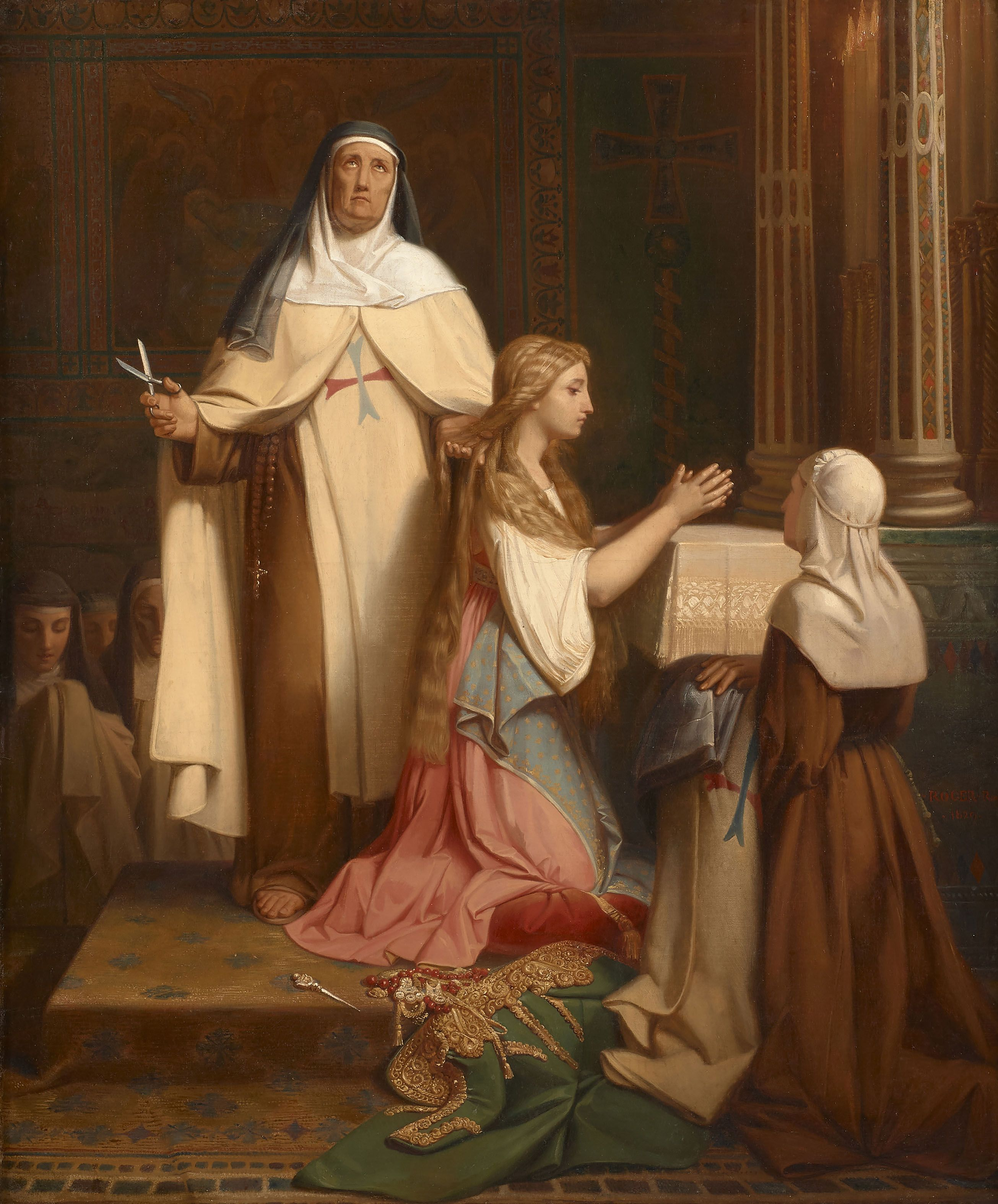
Une prise de voile, 1829
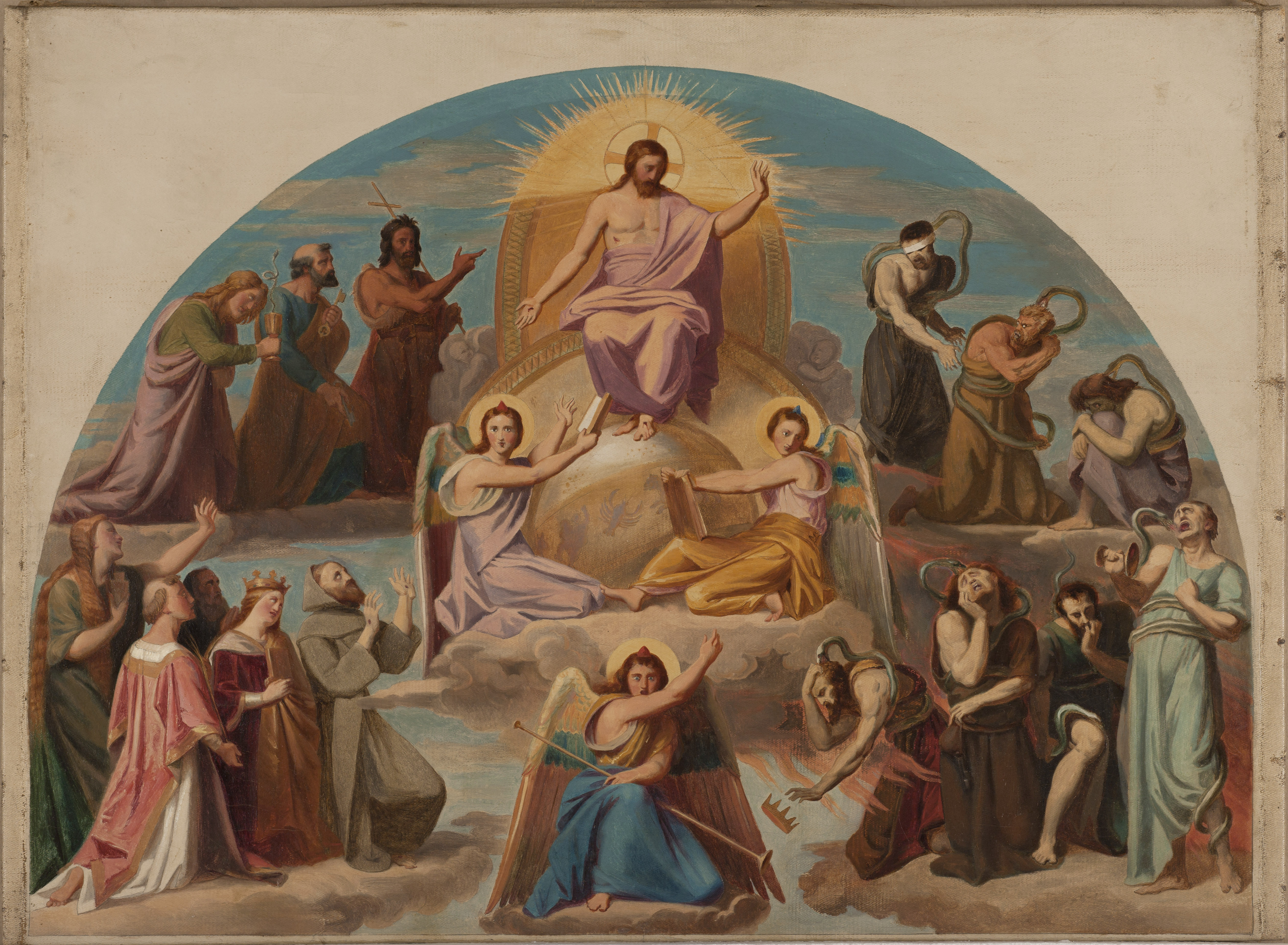
Le Jugement Dernier, esquisse pour l'église Sainte-Elisabeth, 1843, Petit Palais, musée des Beaux-Arts de la ville de Paris